# Airaphilus perangustus
Airaphilus perangustus es una especie de coleóptero de la familia Silvanidae.

## Distribución geográfica
Habita en Polonia y Finlandia.